# HD 47020
HD 47020，又名BD+24 1328，SAO 78557、HR 2417，是一颗恒星，视星等为6.44，位于銀經189.38，銀緯8.07，其B1900.0坐标为赤經6h 31m 19.4s，赤緯+24° 8.07′ 26″。